# Uldin
Uldin (ca. 370 - 412) was een onafhankelijke vorst van de Hunnen die boven de Donau-grens van het Romeinse Rijk opereerde ten tijde van keizer Arcadius (394–408) en Theodosius II (408–450). Zover we weten had hij maar controle over een deel van het Hunnen-volk. Hij diende een aantal keren  als bondgenoot van de Romeinen, maar staat geboekstaafd als onbetrouwbaar. Hij was vermoedelijk de grootvader van Atilla.

## Geschiedenis
In december 400 doet Uldin voor het eerst van zich horen als hij in dienst van de Romeinen, Gainas, een tegenstander van de Romeinen gevangenneemt en onthoofd,  Het hoofd van Gainas zond hij naar Arcadius als gift.
In de periode daarna tot 405-406 overvielen Uldins' Hunnen het Oost-Romeins grondgebied. Hetgeen impliceerde dat hij als een onzekere bondgenoot kan  worden beschouwd. Volgens Olympiodorus bewaakte Alariks' Goten om die reden Illyricum voor het westen. 
Uiteindelijk werd Uldin bondgenoot van Stilicho nadat hij hier goed voor was betaald. 
In 406 voerde Uldin het bevel over Hunnen en Skiren die als huurlingen meevochten aan de zijde van het Romeinse leger onder Stilicho tegen het leger van de Ostrogoot Radegast.
In 408 viel Uldin de Romeinse provincie Moesia binnen. Door het Romeinse leger werd hij tegengehouden en duizenden van zijn mannen werden krijgsgevangen. De Hunnen werden gedwongen zich terug te trekken.
Uldin stierf in 412 en werd opgevolgd door Charaton.